# الجانب البعيد من القمر

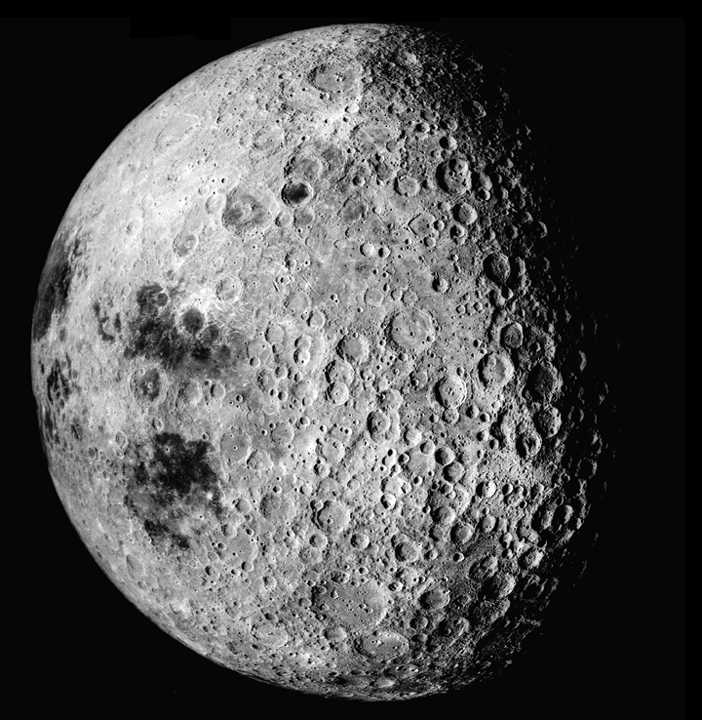
الجانب البعيد من القمر.

الجانب البعيد من القمر هو الجانب الآخر من القمر أو نصف الكرة الآخر من القمر الذي لا يمكن رؤيته من الأرض. التقطت أول صورة له لأول مرة بواسطة المسبار السوفيتي لونا 3 في عام 1959، أما أول رؤية مباشرة له بالعين البشرية كانت بواسطة رواد أبولو 8 عندما داروا حول القمر في 1968. ويتميز بالتضاريس الوعرة والعديد من الفوهات الصدمية. فضلا عن عدد قليل نسبيا من بحار القمر. ويوجد فيها ثاني أكبر فوهة صدمية معروفة في النظام الشمسي. وقد اقترح أن يكون الجانب البعيد كموقع محتمل لمقراب راديوي كبير، والذي سيكون بمنأى عن تداخل الموجات الراديوية الأرضية.

## التاريخ
أبطأ الإنغلاق المداري من دوران القمر لذلك أصبح جانب واحد من القمر يواجه الأرض بشكل دائم، حيث أصبحت سرعة دوران القمر حول نفسه مماثلة لسرعة دورانه حول الأرض. ولم يكن من الممكن رؤية الوجه الآخر للقمر من الأرض بشكل كامل (يمكن رؤية 18% منه تحت ظروف معينة). ولذلك أطلق عليه الجانب البعيد من القمر. وينبغي عدم الخلط بين مصطلح الجانب المعتم من القمر والجانب البعيد من القمر، على الرغم من أنه يطلق على الجانب البعيد الجانب المعتم، لكن كلا الجانبين يتلقيان نفس كمية الإضاءة من الشمس.

## الاختلافات
يتميز كلا الجانبين بسمات مميزة، فيغطي الجانب القريب من القمر عدد كبير من البحار القمرية. في حين تعرض الجانب البعيد للعديد من الاصطدامات بدلالة وجود عدد كبير من الفوهات الصدمية في حين أن عدد البحار القمرية قليل، فقط 2.5% من سطح الجانب البعيد مغطى بالبحار القمرية، بالمقارنة مع 31.2% من سطح الجانب القريب مغطى بالبحار القمرية. وأكثر تفسير مقبول لهذا التباين في التوزيع هو وجود كميات كبيرة من تركيز العناصر المنتجة للحرارة في الجانب القريب. وقد تم التأكد من هذا باستخدام مطياف أشعة غاما للمسبار لونار بروسبكتر.

## الاستكشاف

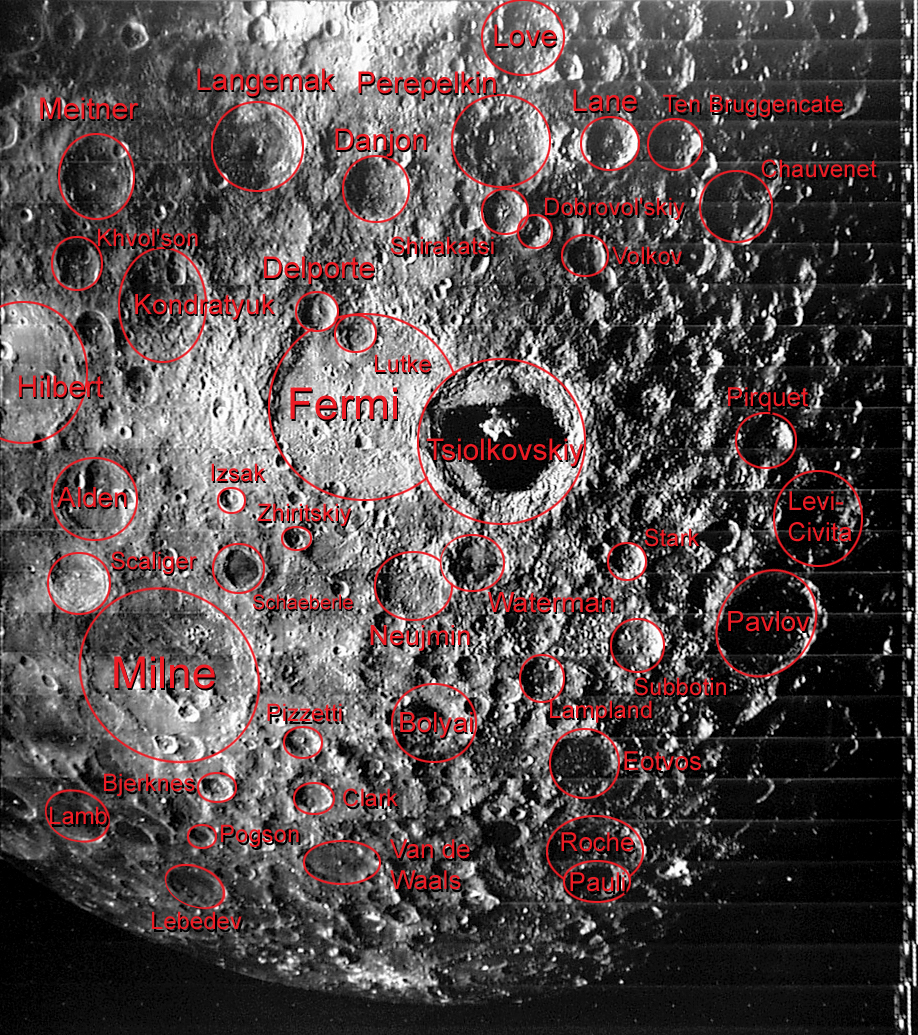
بعض الملامح الجغرافية للجانب البعيد من القمر.

حتى أواخر عام 1950 كانت المعلومات المعروفة عن خصائص الجانب البعيد من القمر قليلة جداً. فقد كان ميسان القمر يسمح دورياً بلمحات محدود من ملامح طرف الجانب البعيد . كان ينظر لهذه الملامح من زاوية منخفضة، مما أعاق المراقبة المفيدة. (ثبت أن من الصعب التمييز بين حفرة من سلسلة جبال.) أما النسبة المتبقية 82 ٪ من السطح على الجانب الآخر فبقي مجهولا، وخضعت خصائصه إلى الكثير من التكهنات.
إحدى الأمثلة التي من الممكن رؤيتها من خلال ميسان القمر هو البحر الشرقي وهو حوض يمتد حوالي 1000 كم .
إلتقط المسبار لونا 3 في 7 أكتوبر 1959 أول صور للجانب البعيد من القمر، وقد غطت هذه الصور ثلث سطح الجانب البعيد من القمر. وقد صدر أول أطلس للجانب البعيد من القمر عن الأكاديمية السوفيتية للعلوم بعد أن تم تحليل هذه الصور في 6 نوفمبر 1960، وقد شمل أكثر من 500 من ملامح الجانب البعيد ضمنه وفي سنة 1965 قام مسبار سوفيتي آخر وهو زوند 3 بإرسال 25 صورة عالية الوضوح للجانب البعيد من القمر. وصدر الجزء الثاني من الأطلس في موسكو سنة 1967.
أما أول رصد مباشر للجانب البعيد من القمر بالعين البشرية فكان سنة 1968 بواسطة رائدي فضاء البعثة أبولو 8
بعد سنة 2000 اطلقت إدارة الفضاء الوطنية الصينية سلسلة من عمليات الاستكشاف القمرية كان ابرزها مهمة تشانج آه 4 في مطلع 2019 حيث هبطت العربة بنجاح في الجانب البعيد ولا تزال تعمل لتكون بذلك أطول مهمة تمت على سطح القمر.